# (4387) Tanaka
(4387) Tanaka es un asteroide perteneciente al cinturón de asteroides, descubierto el 19 de septiembre de 1973 por Cornelis Johannes van Houten en conjunto a su esposa también astrónoma Ingrid van Houten-Groeneveld y el astrónomo Tom Gehrels desde el Observatorio del Monte Palomar, Estados Unidos.

## Designación y nombre
Designado provisionalmente como 4829 T-2. Fue nombrado Tanaka en honor al astrofísico japonés, Yasuo Tanaka, quien participó en el lanzamiento de los satélites japoneses Akuĉo, Tenma y Ginga.

## Características orbitales
Tanaka está situado a una distancia media del Sol de 2,438 ua, pudiendo alejarse hasta 2,469 ua y acercarse hasta 2,406 ua. Su excentricidad es 0,012 y la inclinación orbital 4,272 grados. Emplea 1390 días en completar una órbita alrededor del Sol.

## Características físicas
La magnitud absoluta de Tanaka es 12,8. Tiene 7,137 km de diámetro y su albedo se estima en 0,263. Está asignado al tipo espectral S según la clasificación SMASSII.